# فهرست جایزه‌ها و نامزدی‌های شاهرخ خان

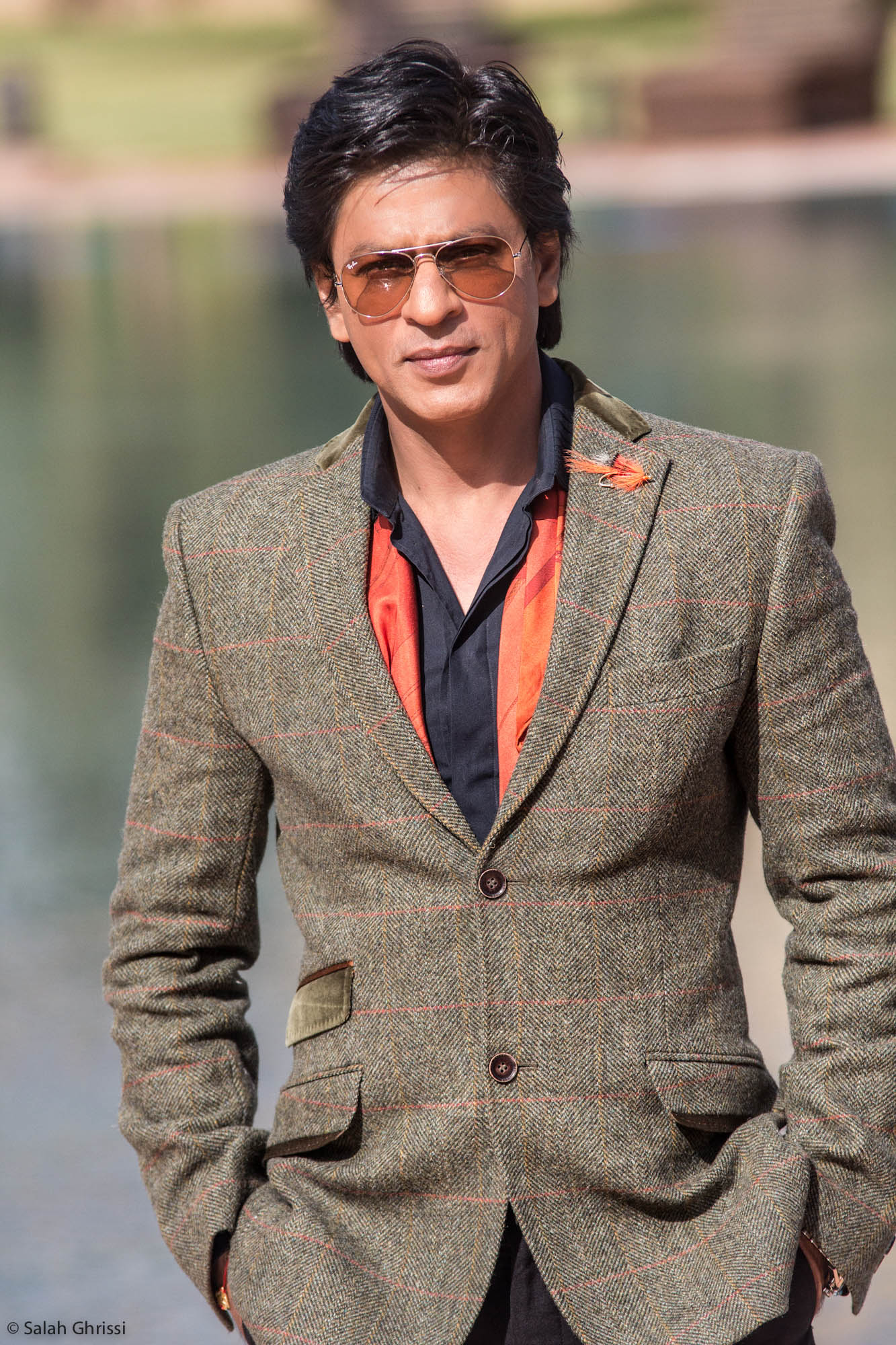
خان در جشنواره بین‌المللی فیلم مراکش در ۲۰۱۲

شاهرخ خان بازیگر، تهیه‌کننده و مجری تلویزیونی هندی است که در سینمای هندی‌زبان کار می‌کند. دولت هند نشان پادما شری و نیز دولت فرانسه نشان هنر و ادب و لژیون دونور را به او داده‌است. او جوایز بسیاری دریافت کرده‌است و هشت بار برندهٔ جایزهٔ بهترین بازیگر نقش اول مرد از جشنوارهٔ فیلم‌فیر شده‌است. نخستین جایزهٔ سینمایی‌اش، جایزه بهترین بازیگر مرد تازه‌وارد برای فیلم عاشق دیوانه‌وار در سال ۱۹۹۳ از جشنواره فیلم‌فیر بود.

## جایزه‌ها و نامزدی‌ها
جوایز فیلم فیر:
| سال  | نام جایزه                                            | فیلم                           | نتیجه    |
| ---- | ---------------------------------------------------- | ------------------------------ | -------- |
| ۱۹۹۳ | بهترین بازیگر مرد تازه‌وارد                           | "دیوانه"                       | پیروز    |
| ۱۹۹۴ | جایزه فیلم فیر برای بهترین بازیگر مرد                | "بازیگر (فیلم۱۹۹۳)"            | پیروز    |
| ۱۹۹۴ | جایزه فیلم فیر برای بهترین بازیگر در نقش منفی        | "ترس"                          | نامزدشده |
| ۱۹۹۵ | جایزه فیلم فیر برای بهترین بازیگر مرد از دید منتقدان | "گاهی آره گاهی نه"             | پیروز    |
| ۱۹۹۵ | جایزه فیلم فیر برای بهترین بازیگر مرد                | گاهی آره گاهی نه"              | نامزدشده |
| ۱۹۹۵ | بهترین اجرا در نقش منفی                              | "انجام"                        | پیروز    |
| ۱۹۹۶ | جایزه فیلم فیر برای بهترین بازیگر مرد                | "دلشکستهٔ شجاع عروس را می‌برد"   | پیروز    |
| ۱۹۹۸ | جایزه فیلم فیر برای بهترین بازیگر مرد                | "بله قربان"                    | نامزدشده |
| ۱۹۹۸ | جایزه فیلم فیر برای بهترین بازیگر مرد                | "دل دیوانه است"                | پیروز    |
| ۱۹۹۹ | جایزه فیلم فیر برای بهترین بازیگر مرد                | "داره یه اتفاقایی میفته"       | پیروز    |
| ۱۹۹۹ | جایزه فیلم فیر برای بهترین بازیگر نقش منفی           | "همشکل"                        | نامزدشده |
| ۲۰۰۰ | جایزه فیلم فیر برای بهترین کمدین                     | "پادشاه"                       | نامزدشده |
| ۲۰۰۱ | جایزه فیلم فیر برای بهترین بازیگر مرد از دید منتقدان | "محبت‌ها"                       | پیروز    |
| ۲۰۰۱ | جایزه فیلم فیر برای بهترین بازیگر مرد                | "محبت‌ها"                       | نامزدشده |
| ۲۰۰۲ | جایزه فیلم فیر برای بهترین بازیگر مرد                | "گاهی خوشی گاهی غم"            | نامزدشده |
| ۲۰۰۳ | جایزه فیلم فیر برای بهترین بازیگر مرد                | "دوداس"                        | پیروز    |
| ۲۰۰۴ | جایزه فیلم فیر برای بهترین بازیگر مرد                | "شاید فردایی نباشد (فیلم)"     | نامزدشده |
| ۲۰۰۵ | جایزه فیلم فیر برای بهترین بازیگر مرد                | "من که هستم"                   | نامزدشده |
| ۲۰۰۵ | جایزه فیلم فیر برای بهترین بازیگر مرد                | "ویر-زارا"                     | نامزدشده |
| ۲۰۰۵ | جایزه فیلم فیر برای بهترین بازیگر مرد                | "سرزمین مادری"                 | پیروز    |
| ۲۰۰۷ | جایزه فیلم فیر برای بهترین بازیگر مرد                | "هرگز نگو خداحافظ"             | نامزدشده |
| ۲۰۰۷ | جایزه فیلم فیر برای بهترین بازیگر مرد                | "دان: تعقیب دوباره آغاز می‌شود" | نامزدشده |
| ۲۰۰۸ | جایزه فیلم فیر برای بهترین بازیگر مرد                | "هند به پیش"                   | پیروز    |
| ۲۰۰۸ | جایزه فیلم فیر برای بهترین بازیگر مرد                | "ام شنتی ام"                   | نامزدشده |
| ۲۰۰۹ | جایزه فیلم فیر برای بهترین بازیگر مرد                | خداوند زوج‌ها را می‌سازد         | نامزدشده |
| ۲۰۱۱ | جایزه فیلم فیر برای بهترین بازیگر مرد                | "من خان هستم"                  | پیروز    |
| ۲۰۱۲ | جایزه فیلم فیر برای بهترین بازیگر مرد                | دان۲: تعقیب ادامه می‌یابد       | نامزدشده |
| ۲۰۱۳ | جایزه فیلم فیر برای بهترین بازیگر مرد                | "مادامیکه زنده‌ام"              | نامزدشده |
| ۲۰۱۵ | بهترین بازیگر مرد                                    | قطار چنای                      | نامزدشده |
| ۲۰۱۶ | بهترین بازیگر مرد                                    | دلداده                         | نامزدشده |
| ۲۰۱۷ | بهترین بازیگر مرد                                    | طرفدار                         | نامزدشده |
| ۲۰۱۸ | بهترین بازیگر مرد                                    | رئیس                           | نامزدشده |
| ۲۰۱۹ | بهترین بازیگر مرد                                    | زیرو                           | نامزدشده |
| ۲۰۲۴ | بهترین بازیگر مرد                                    | جوان                           | نامزدشده |
| ۲۰۲۴ | بهترین بازیگر مرد                                    | دانکی                          | نامزدشده |

جوایز استار اسکرین:
| سال  | جایزه                              | فلیم                         | نتیجه    |
| ---- | ---------------------------------- | ---------------------------- | -------- |
| ۱۹۹۵ | بهترین بازیگر مرد                  | رام می‌داند                   | پیروز    |
| ۱۹۹۸ | بهترین بازیگر مرد                  | دل دیوانه است                | نامزدشده |
| ۱۹۹۹ | بهترین بازیگر مرد                  | داره یه اتفاقایی میفته       | نامزدشده |
| ۲۰۰۱ | بهترین بازیگر مرد                  | محبت‌ها                       | نامزدشده |
| ۲۰۰۱ | زوج شماره یک (همراه کاجول)         | گاهی خوشی گاهی غم            | برنده    |
| ۲۰۰۱ | بهترین بازیگر مرد                  | گاهی خوشی گاهی غم            | نامزدشده |
| ۲۰۰۳ | بهترین بازیگر مرد                  | دوداس                        | پیروز    |
| ۲۰۰۳ | زوج شماره یک (همراه آیشواریا رای)  | دوداس                        | پیروز    |
| ۲۰۰۴ | بهترین بازیگر مرد                  | چلته چلته                    | نامزدشده |
| ۲۰۰۵ | بهترین بازیگر مرد                  | ویر-زارا                     | پیروز    |
| ۲۰۰۵ | زوج شماره یک (همراه پریتی زینتا)   | ویر-زارا                     | پیروز    |
| ۲۰۰۶ | بهترین بازیگر مرد                  | معما                         | نامزدشده |
| ۲۰۰۷ | بهترین اجرا در نقش منفی            | دان: تعقیب دوباره آغاز می‌شود | نامزدشده |
| ۲۰۰۷ | زوج شماره یک (همراه رانی موکرجی)   | هرگز نگو خداحافظ             | پیروز    |
| ۲۰۰۸ | بهترین بازیگر مرد                  | برو هند                      | پیروز    |
| ۲۰۰۸ | زوج شماره یک (همراه دیپیکا پادوکن) | ام شنتی ام                   | پیروز    |
| ۲۰۰۹ | بهترین بازیگر مرد                  | خداوند زوج‌ها را می‌سازد       | نامزدشده |
| ۲۰۱۰ | زوج دهه (همراه کاجول)              |                              | پیروز    |
| ۲۰۱۱ | بهترین بازیگر مرد (محبوب)          | من خان هستم                  | پیروز    |
| ۲۰۱۱ | بهترین بازیگر مرد                  | من خان هستم                  | نامزدشده |
| ۲۰۱۲ | بهترین بازیگر مرد (محبوب)          | دان۲: تعقیب ادامه می‌یابد     | پیروز    |
| ۲۰۱۲ | بهترین بازیگر مرد                  | دان۲: تعقیب ادامه می‌یابد     | نامزدشده |
| ۲۰۱۳ | بهترین بازیگر مرد                  | مادامیکه زنده‌ام              | نامزدشده |
| ۲۰۱۴ | بهترین بازیگر مرد (محبوب)          | چنای اکسپرس                  | پیروز    |
| ۲۰۱۴ | بهترین بازیگر مرد                  | چنای اکسپرس                  | نامزدشده |

جوایز آیفا:
| سال  | جایزه                          | فیلم                         | نتیجه    |
| ---- | ------------------------------ | ---------------------------- | -------- |
| ۲۰۰۱ | جایزه ویژه-بهترین بازیگر محبوب |                              | پیروز    |
| ۲۰۰۱ | بهترین بازیگر مرد              | محبت‌ها                       | نامزدشده |
| ۲۰۰۲ | بهترین بازیگر مرد              | گاهی خوشی گاهی غم            | نامزدشده |
| ۲۰۰۳ | بهترین بازیگر مرد              | دوداس                        | پیروز    |
| ۲۰۰۴ | بهترین بازیگر مرد              | "شاید فردایی نباشد (فیلم)"   | نامزدشده |
| ۲۰۰۵ | بهترین بازیگر مرد              | ویر-زارا                     | پیروز    |
| ۲۰۰۶ | بهترین بازیگر مرد              | معما                         | نامزدشده |
| ۲۰۰۷ | بهترین بازیگر مرد              | دان: تعقیب دوباره آغاز می‌شود | نامزدشده |
| ۲۰۰۸ | بهترین بازیگر مرد              | برو هند                      | پیروز    |
| ۲۰۰۹ | بهترین بازیگر مرد              | خداوند زوج‌ها را می‌سازد       | نامزدشده |
| ۲۰۰۹ | ستارهٔ مرد دهه                  |                              | پیروز    |
| ۲۰۱۱ | بهترین بازیگر مرد              | من خان هستم                  | پیروز    |
| ۲۰۱۱ | بهترین بازیگر مرد              | دان۲: تعقیب ادامه می‌یابد     | نامزدشده |
| ۲۰۱۲ | بهترین بازیگر مرد              | مادامیکه زنده‌ام              | نامزدشده |
| ۲۰۱۳ | ستارهٔ دیجیتال سال              |                              | پیروز    |

جوایز زی سینه:
| سال  | جایزه                            | فیلم                             | نتیجه    |
| ---- | -------------------------------- | -------------------------------- | -------- |
| ۱۹۹۸ | بهترین بازیگر مرد                | سرزمین بیگانه                    | نامزدشده |
| ۱۹۹۸ | بهترین بازیگر مرد                | دل دیوانه است                    | پیروز    |
| ۱۹۹۹ | بهترین بازیگر مرد                | داره یه اتفاقایی میفته           | پیروز    |
| ۱۹۹۹ | بهترین بازیگر مرد                | همشکل                            | نامزدشده |
| ۲۰۰۰ | بهترین بازیگر مرد                | پادشاه                           | نامزدشده |
| ۲۰۰۱ | بهترین بازیگر مرد                | محبت‌ها                           | نامزدشده |
| ۲۰۰۲ | بهترین بازیگر مرد                | گاهی خوشی گاهی غم                | نامزدشده |
| ۲۰۰۲ | بهترین فیلم                      | آشوکا                            | نامزدشده |
| ۲۰۰۳ | بهترین بازیگر مرد                | دوداس                            | پیروز    |
| ۲۰۰۴ | سوپر استار مرد سال               | شاید فردایی نباشد (فیلم)         | پیروز    |
| ۲۰۰۴ | بهترین بازیگر مرد                | شاید فردایی نباشد (فیلم)         | نامزدشده |
| ۲۰۰۵ | بهترین بازیگر مرد                | ویر-زارا                         | پیروز    |
| ۲۰۰۵ | بهترین بازیگر مرد                | من که هستم                       | نامزدشده |
| ۲۰۰۵ | بهترین بازیگر مرد                | سرزمین مادری                     | نامزدشده |
| ۲۰۰۶ | بهترین بازیگر مرد                | معما                             | نامزدشده |
| ۲۰۰۷ | سرگرم‌کنندهٔ سینمایی سال           | دان: تعقیب دوباره آغاز می‌شود     | برنده    |
| ۲۰۰۷ | بهترین بازیگر مرد                | هرگز نگو خداحافظ                 | نامزدشده |
| ۲۰۰۸ | بهترین بازیگر مرد                | برو هند                          | پیروز    |
| ۲۰۰۸ | بهترین بازیگر مرد                | ام شنتی ام                       | نامزدشده |
| ۲۰۰۸ | زی آیکن اوارد                    | ام شنتی ام                       | پیروز    |
| ۲۰۱۱ | بهترین بازیگر مرد                | من خان هستم                      | پیروز    |
| ۲۰۱۱ | بهترین فیلم                      | من خان هستم                      | نامزدشده |
| ۲۰۱۲ | بهترین بازیگر مرد از دید منتقدان | دان۲: تعقیب ادامه می‌یابد         | پیروز    |
| ۲۰۱۲ | بهترین بازیگر مرد                | راوان و دان۲: تعقیب ادامه می‌یابد | نامزدشده |
| ۲۰۱۲ | بهترین فیلم                      | دان۲: تعقیب ادامه می‌یابد         | نامزدشده |
| ۲۰۱۳ | چهرهٔ بی المللی مرد               | مادامیکه زنده‌ام                  | پیروز    |
| ۲۰۱۳ | بهترین بازیگر مرد                | مادامیکه زنده‌ام                  | نامزدشده |

بالیوود مووی اواردز:
| سال  | جایزه                         | فیلم                   | نتیجه    |
| ---- | ----------------------------- | ---------------------- | -------- |
| ۱۹۹۹ | بهترین بازیگر احساسات برانگیز | ازاعماق دل...          | پیروز    |
| ۱۹۹۹ | بهترین بازیگر مرد             | داره یه اتفاقایی میفته | پیروز    |
| ۲۰۰۳ | بهترین بازیگر مرد             | دوداس                  | پیروز    |
| ۲۰۰۵ | بهترین بازیگر مرد             | ویر-زارا               | پیروز    |
| ۲۰۰۷ | بهترین بازیگر مرد             | هرگز نگو خداحافظ       | نامزدشده |

جوایز آپسارا:
| سال  | جایزه                                                  | فیلم                     | نتیجه    |
| ---- | ------------------------------------------------------ | ------------------------ | -------- |
| ۲۰۰۴ | بهترین بازیگر مرد                                      | شاید فردایی نباشد (فیلم) | نامزدشده |
| ۲۰۰۵ | بهترین بازیگر مرد                                      | سرزمین مادری             | نامزدشده |
| ۲۰۰۸ | بهترین بازیگر مرد                                      | برو هند                  | پیروز    |
| ۲۰۱۰ | بهترین بازیگر مرد                                      | خداوند زوج‌ها را می‌سازد   | پیروز    |
| ۲۰۱۱ | بهترین بازیگر مرد                                      | من خان هستم              | نامزدشده |
| ۲۰۱۱ | انتخاب خوانندگان هندوستان تایمز برای بهترین سرگرم‌کننده | من خان هستم              | پیروز    |
| ۲۰۱۲ | بهترین بازیگر مرد                                      | دان۲: تعقیب ادامه می‌یابد | نامزدشده |
| ۲۰۱۲ | انتخاب خوانندگان هندوستان تایمز برای بهترین سرگرم‌کننده | دان۲: تعقیب ادامه می‌یابد | پیروز    |
| ۲۰۱۳ | بهترین بازیگر مرد                                      | مادامیکه زنده‌ام          | نامزدشده |